# Buenavista (Salamanca)
Buenavista ist ein westspanischer Ort und eine Gemeinde (municipio) mit 365 Einwohnern (Stand: 2024) in der Provinz Salamanca in der Region Kastilien und León. Neben dem Hauptort Buenavista gehören zur Gemeinde die Ortschaften und Weiler Cuatro Calzadas (ein Neubauviertel oder Wohnstadt), Terrados, Los Majadales und Coto de Don Luis sowie den beiden Wüstungen Caloco und Vaqueril.

## Lage und Klima
Die ca. 945 m hoch gelegene Gemeinde Buenavista befindet sich im äußersten Süden der altkastilischen Hochebene (meseta). Die Stadt Salamanca ist knapp 24 km in nordnordwestlicher Richtung entfernt. 
Durch die Gemeinde führt die Autovía A-66 von Salamanca nach Sevilla.
Das Klima im Winter ist durchaus kühl; die geringen Niederschlagsmengen fallen – mit Ausnahme der nahezu regenlosen Sommermonate – verteilt übers ganze Jahr.

## Bevölkerungsentwicklung
| Jahr      | 1970 | 1981 | 1991 | 2001 | 2011 | 2021 |
| Einwohner | 167  | 129  | 87   | 111  | 246  | 365  |

## Sehenswürdigkeiten
- Alte Kirche aus dem 16. Jahrhundert
- Neue Kirche

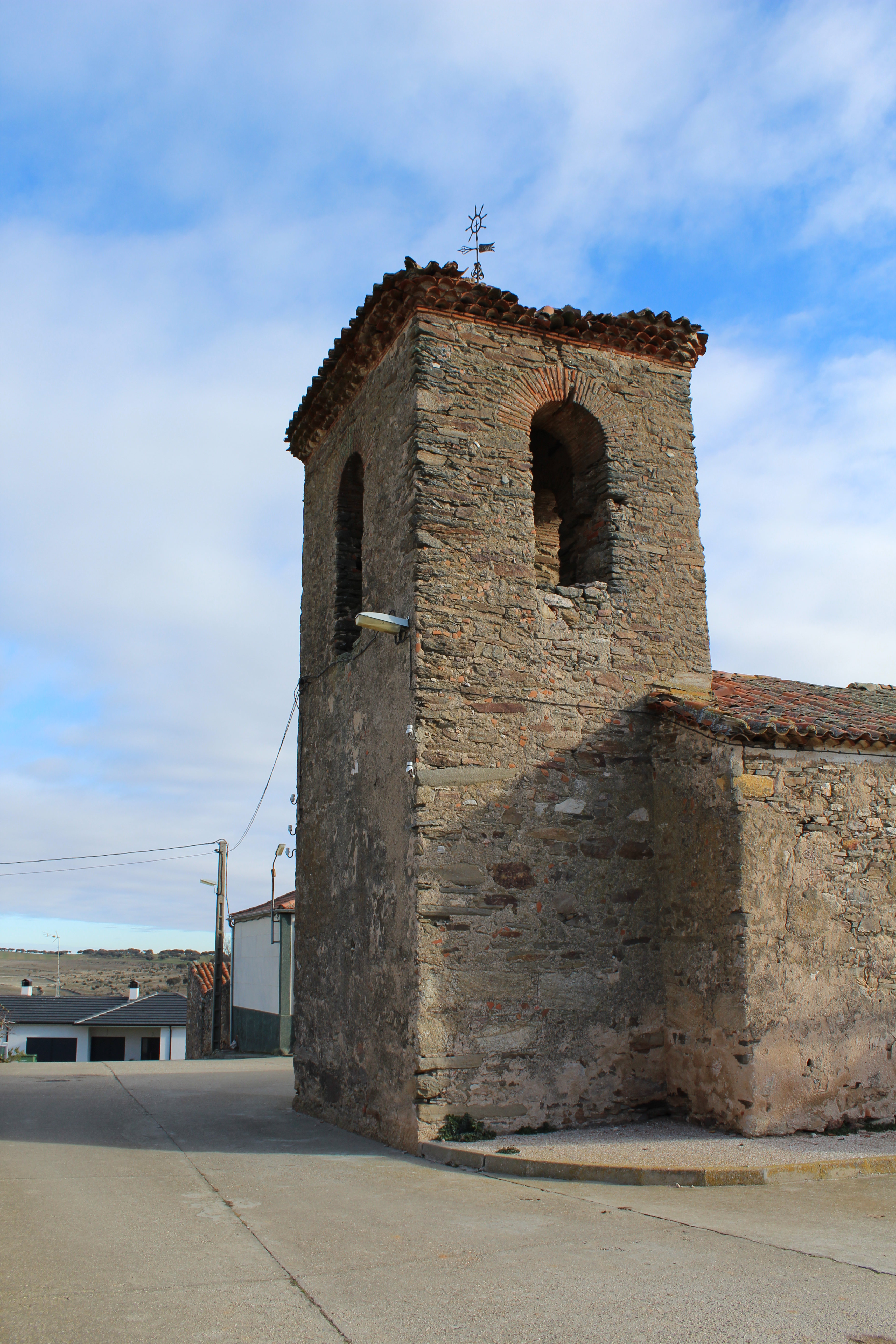
Alte Kirche
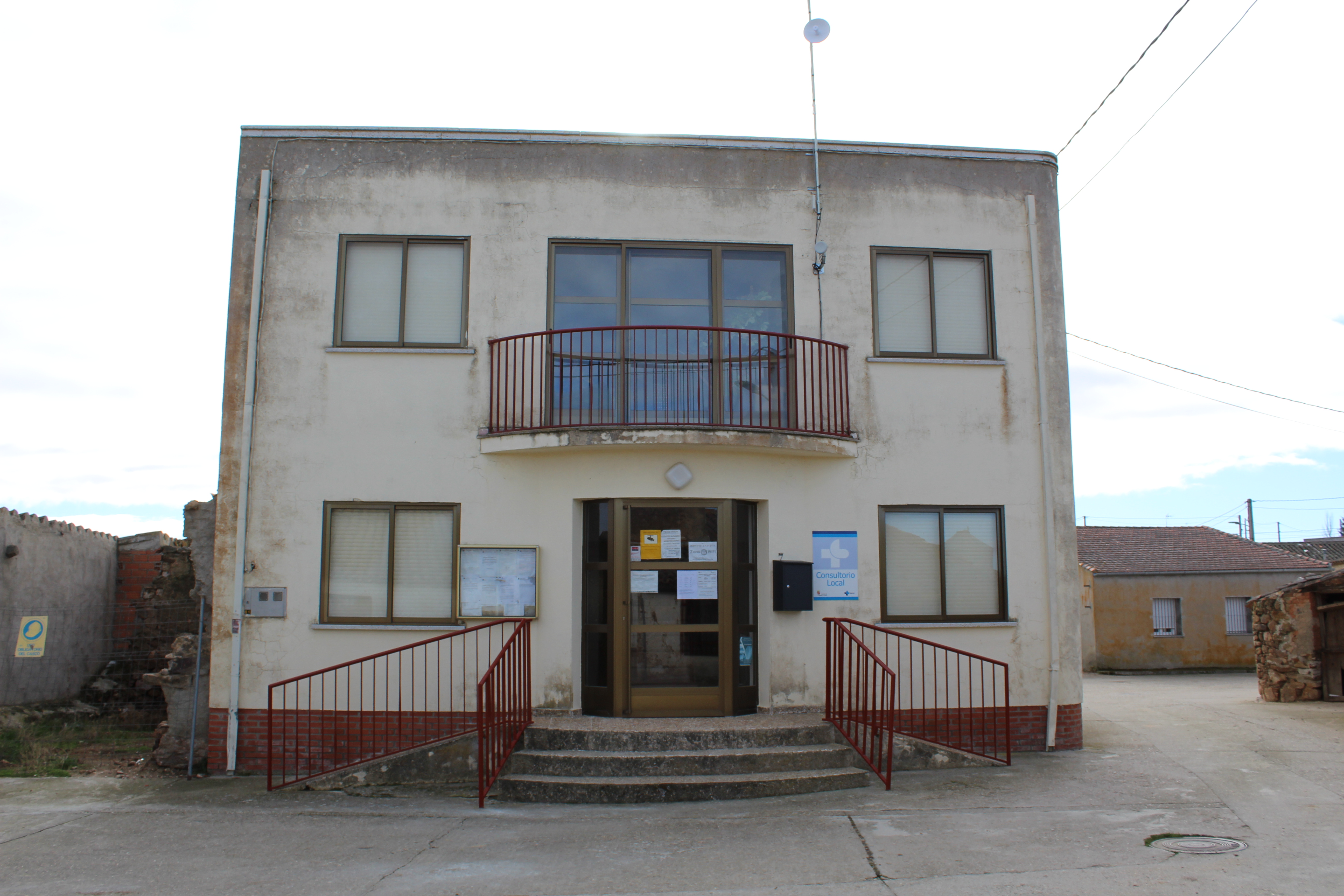
Rathaus